# 95782 Hansgraf
95782 Hansgraf este un asteroid din centura principală de asteroizi.

## Descriere
95782 Hansgraf este un asteroid din centura principală de asteroizi. A fost descoperit pe 24 martie 2003 la Needville de Joseph A. Dellinger. Asteroidul prezintă o orbită caracterizată de o semiaxă mare de 2,66 ua, o excentricitate de 0,24 și o înclinație de 13,0° în raport cu ecliptica.